# Niederwaldkonferenz

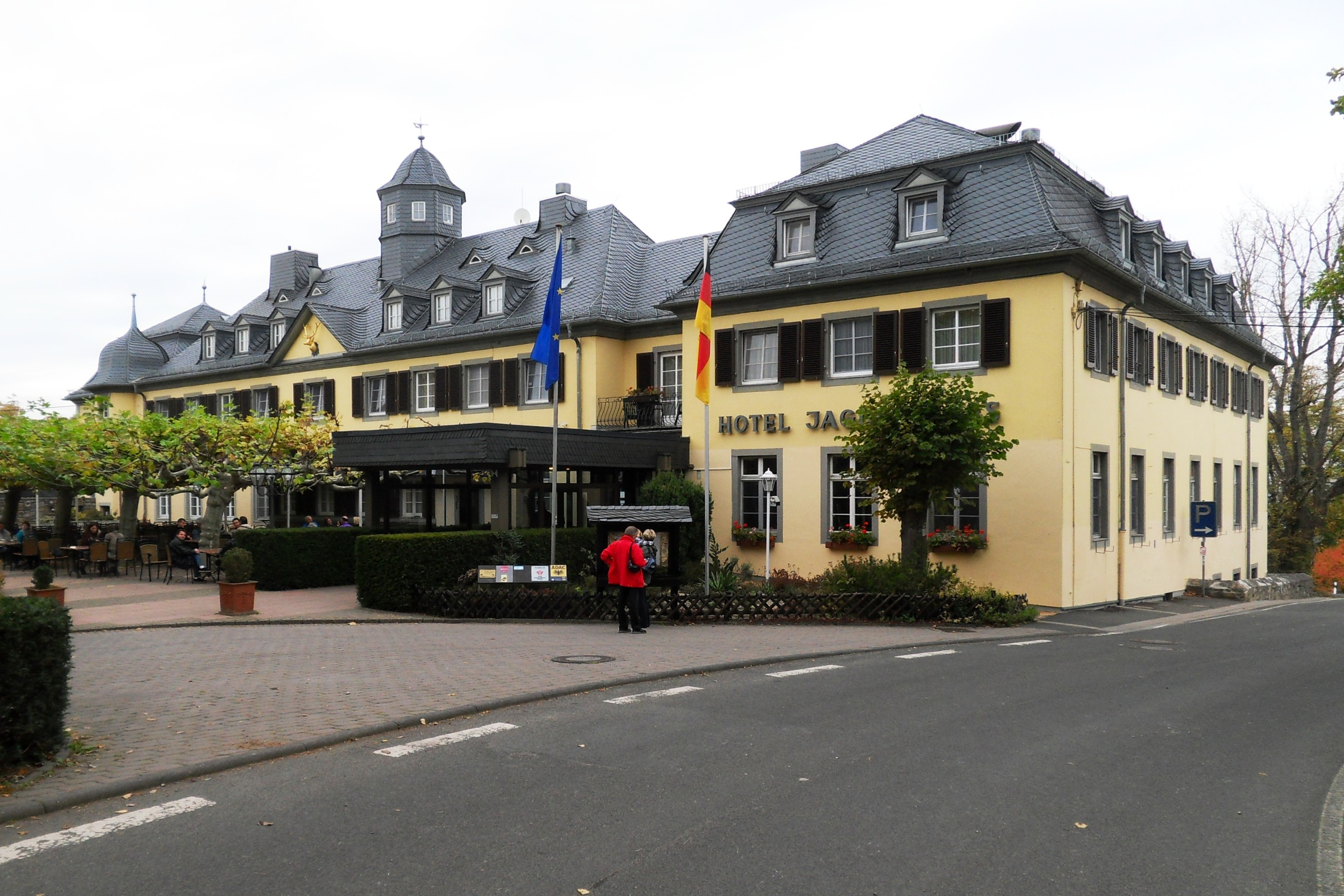
Der Konferenzort Jagdschloss Niederwald

Die Niederwaldkonferenz war eine Konferenz der elf westdeutschen Ministerpräsidenten, die 1948 mit insgesamt drei Sitzungsperioden im Jagdschloss Niederwald bei Rüdesheim am Rhein stattfand. Thema der Konferenz waren zum zweiten Mal die drei Frankfurter Dokumente vom 1. Juli 1948. Darin hatten die Westmächte den Ministerpräsidenten den Auftrag erteilt, einen Weststaat zu gründen. Beim ersten Mal hatten sie als Antwort darauf auf der Rittersturz-Konferenz bei Koblenz die „Koblenzer Beschlüsse“ erarbeitet. Diese Reaktion war jedoch von den Westmächten nicht akzeptiert worden waren, sodass neue Beratungen notwendig wurden. Wichtigstes Ergebnis der Niederwaldkonferenz war der Beschluss der Ministerpräsidenten der Länder in den westlichen Besatzungszonen, der Aufforderung der Westalliierten zuzustimmen, einen westlichen Teilstaat zu gründen, ohne dabei den Anspruch auf einen gesamtdeutschen Nationalstaat aufzugeben. Sie beschlossen, die Ausarbeitung einer „provisorischen Verfassung“ vorzubereiten. Diesem Zweck diente später der Verfassungskonvent auf Herrenchiemsee.
Auf dem Weg zum Grundgesetz spielte das Jagdschloss Niederwald als Tagungsstätte eine Rolle und wurde so zu einem historischen Ort bundesdeutscher Verfassungsgeschichte.

## Vorgeschichte
Die Möglichkeit zur Erarbeitung einer Verfassung für die drei westlichen Besatzungszonen eröffneten die Siegermächte im Zuge der Spannungen des aufkommenden Kalten Krieges: Nach dem Februarumsturz in der Tschechoslowakei 1948 strebten die USA und Großbritannien eine westdeutsche Staatsgründung an, um Westdeutschland gegen eine weitere Expansion des sowjetischen Machtbereichs zu sichern und sie perspektivisch in das militärische Sicherheitsbündnis einzubeziehen, an deren Gründung sie gerade arbeiteten. Frankreich sah zwar die deutsche Bedrohung noch ähnlich groß wie die durch die Sowjetunion und war deshalb skeptisch, konnte aber auf der Londoner Sechsmächtekonferenz (23. Februar bis 2. Juni 1948), an der auch die Benelux-Staaten teilnahmen, umgestimmt werden. Dort entstanden die sogenannten Londoner Empfehlungen: Die Militärgouverneure der drei Westmächte wurden darin beauftragt, die elf Ministerpräsidenten der westdeutschen Länder zu ermächtigen, eine Verfassungsgebende Versammlung einzuberufen, um die Gründung eines demokratischen Staates auf ihrem Territorium vorzubereiten. Diesen Auftrag gaben die Militärgouverneure am 1. Juli in den Frankfurter Dokumenten, die als die „Geburtsurkunde der Bundesrepublik“ gilt, an die Länderchefs weiter. Doch diese sahen in der Gründung eines Weststaates die Gefahr einer endgültigen Teilung Deutschlands und brachten ihre Befürchtung auf der Ministerpräsidentenkonferenz in Koblenz, der Rittersturz-Konferenz zum Ausdruck. Die Ministerpräsidenten nahmen die Frankfurter Dokumente zwar an, beharrten darauf, es dürfe nur ein Provisorium dabei herauskommen und statt einer Verfassung ein bloßes „Organisationsstatut“.
Es gab bedingt durch diese Differenzen diverse Verstimmungen auf beiden Seiten. So sprach der amerikanische Militärgouverneur Lucius D. Clay von „unverantwortlichen“ Koblenzer Schritten seitens der Ministerpräsidenten, die „eine katastrophale Missachtung des Ernstes der gesamteuropäischen Lage“ dargestellt hätten. Es hatte sich herausgestellt, dass die Militärgouverneure keinerlei Verhandlungsspielraum hatten, von den Londoner Empfehlungen abzuweichen. Diese Londoner Empfehlungen stellten einen fragilen Kompromiss der Westmächte dar, der nicht mehr in Frage gestellt werden sollte. Sie lagen den Frankfurter Dokumenten zugrunde, waren der deutschen Seite aber nicht mitgeteilt worden.

## Abfolge der Tagungen
Die erste Konferenz fand am 15. und 16. Juli statt, beraten wurde die Reaktion der Militärgouverneure auf die Koblenzer Beschlüsse. Auf der zweiten Konferenz am 21. und 22. Juli wurden die Koblenzer Beschlüsse überarbeitet und durch eine neue Stellungnahme ersetzt. Am 26. Juli wurde diese Stellungnahme in einer dritten Verhandlungsrunde mit den Militärgouverneuren beraten und ein Übereinkommen erzielt. Die Abschlusskonferenz fand schließlich am 31. August statt.

## Beschlüsse
Nach Beratungen mit den Militärgouverneuren in Frankfurt trafen sich die Länderchefs im Juli 1948 auf dem Jagdschloss Niederwald zu einer ersten Konferenz, um sich gegenseitig über die Gespräche zu unterrichten. In dem Schloss im Rheingau tagten die Ministerpräsidenten im Zuge der Beratungen um die Ausarbeitung einer Verfassung dreimal. Die wichtigste Konferenz fand am 21./22. Juli 1948 im sogenannten „Grünen Salon“ des Jagdschlosses statt.
Die Ablehnung sowohl der Gründung eines Weststaates als auch der Ausarbeitung einer Verfassung durch die Länderchefs, die in den Koblenzer Beschlüssen zum Ausdruck hebracht worden war, wich einer Kompromissbereitschaft zu Gunsten der Vorstellung der Westalliierten. Die Ministerpräsidenten beschlossen, inhaltlich den Richtlinien der Frankfurter Dokumente zu folgen, aber terminologisch auf der Rittersturzlinie zu bleiben, um den Charakter eines Provisoriums aufrechtzuerhalten. Das hieß: Grundgesetz statt Verfassung und Parlamentarischer Rat anstatt verfassungsgebender Versammlung. Diese Kompromisse, die den Weg zur Ausarbeitung des Grundgesetzes ebneten, wurden maßgeblich durch den Berliner Bürgermeister Ernst Reuter (SPD) beeinflusst, der für eine westdeutsche Lösung eintrat.
Westberlin war gerade von der Berlin-Blockade durch die Sowjetunion bedroht, mit der es von jeder Versorgung durch die Westalliierten abgeschnitten werden sollte. Reuter betonte, dass man es im Osten und in Berlin nicht ertragen könne, dass der Westen in seinem bisherigen unentschiedenen Status bleiben könne. Reuter sprach von einer Kernstaatsidee, nach der die Sowjetische Besatzungszone durch die wirtschaftlichen und politischen Verhältnisse des Westteils zum „gemeinsamen Mutterland“ zurückkehren werde: „Wir sind der Meinung, dass die politische und ökonomische Konsolidierung des Westens eine elementare Voraussetzung für die Gesundung auch unserer Verhältnisse und für die Rückkehr des Ostens zum gemeinsamen Mutterland ist.“
Damit begannen die Koblenzer Beschlüssen zu bröckeln. Dass eine weitere Ablehnung des Auftrags der Westalliierten, die Grundlage für einen Weststaat zu legen, einen politischen Konflikt hervorrufen würde, der das blockierte Berlin in größte Gefahr bringen wurde, war ohnehin klar. Die Teilung Deutschlands war 1948 praktisch schon vollzogen und eine konkrete und unmittelbare Aussicht, sie zu überwinden, war nicht in Sicht. Eine realistische Alternative zum Kurs der USA, die sich langsam von der Besatzungsmacht zur Schutzmacht entwickelte, bestand nicht. Welche Konsequenzen die Westmächte aus einer weiteren Verzögerung oder gar Ablehnung ziehen würden, welche Risiken das bedeuten würde, war nicht klar. Deswegen konnte es nur noch um die Modalitäten einer Zustimmung gehen. Daher entschieden sich die Ministerpräsidenten, einen westdeutschen Staat zu errichten, der ein Provisorium sein sollte. Die Schaffung eines westdeutschen Gemeinwesens sollte nicht als Akt der endgültigen Selbstaufgabe des deutschen Nationalstaats verstanden werden. Ein Provisoriumsvorbehalt musste zum Ausdruck gebracht werden, er war unverzichtbar. Dass dieses Gemeinwesen Staatscharakter haben musste, war eine plausible Folge. Nur ein westdeutsches Gemeinwesen, das als Staat angelegt war, konnte auch Souveränität beanspruchen.
Lediglich Carlo Schmid (SPD) vertrat noch die Koblenzer Linie und bezeichnete später die entstehende Verfassung als „Verfassung in der Unfreiheit“. In ihrer Stellungnahme fassten die Länderchefs ihre Beschlüsse für die Militärgouverneure zusammen und stellten mit aller Klarheit die Gemeinsamkeiten ihrer Ziele mit den Frankfurter Dokumenten dar.

## Übereinkommen in der dritten Verhandlungsrunde
Die Stellungnahme der Niederwaldkonferenz bildete die Grundlage für die dritte Verhandlungsrunde zwischen den drei westlichen Militärgouverneuren und den deutschen Ministerpräsidenten, die am 26. Juli 1948 in Frankfurt stattfand. Hier wurde die Übereinkunft erzielt, mit der Organisation der drei westlichen Besatzungszonen auf der Basis der Londoner Empfehlungen sofort zu beginnen. Die Landtage sollten nun die nötigen Vorbereitungen treffen, um die Vertreter zum Parlamentarischen Rat auszuwählen, der die vorläufige Verfassung für einen Weststaat ausarbeiten sollte. Dieser Rat sollte spätestens am 1. September 1948 zusammentreten.
Der Kompromiss mit den Militärgouverneuren bestand darin, dass die Ministerpräsidenten die sachlichen Forderungen der Frankfurter Dokumente akzeptierten. Die Militärgouverneure akzeptierten ihrerseits deren Änderungswünsche in der Terminologie. Der Begriff „Verfassunggebende Versammlung“ wurde durch „Parlamentarischer Rat“ ersetzt, „Verfassung“ durch „Grundgesetz“. Den Begriff Grundgesetz hatten die Ministerpräsidenten mit „basic constitutional law“ übersetzt, um ihn den Alliierten schmackhaft zu machen; er sollte fortan für eine Verfassung stehen, die zugleich ein Provisorium war.
Die Gegenvorstellung der Ministerpräsidenten, das Grundgesetz nicht durch ein Volksreferendum, sondern durch die Landtage zu ratifizieren, wurde zur letzten Entscheidung an die Regierungen der Westmächte verwiesen. Sie erfolgte später und folgte den deutschen Wünschen.
Offen war noch die Vorlage von deutschen Vorschlägen zur Änderung der Ländergrenzen. Hier wurde den Ministerpräsidenten von den Militärgouverneuren eine Frist bis zum 1. Oktober 1948 gewährt. Daraufhin wurde ein Ländergrenzenausschuss einberufen, der auch auf dem Niederwald tagte. Abgeschlossen wurden die Beratungen zur Neugliederung der Länder mit der dritten Konferenz der Ministerpräsidenten auf Schloss Niederwald am 31. August 1948 mit einer Entscheidung zur Schaffung eines Südweststaats.